# ضريح إيتسوكوشيما

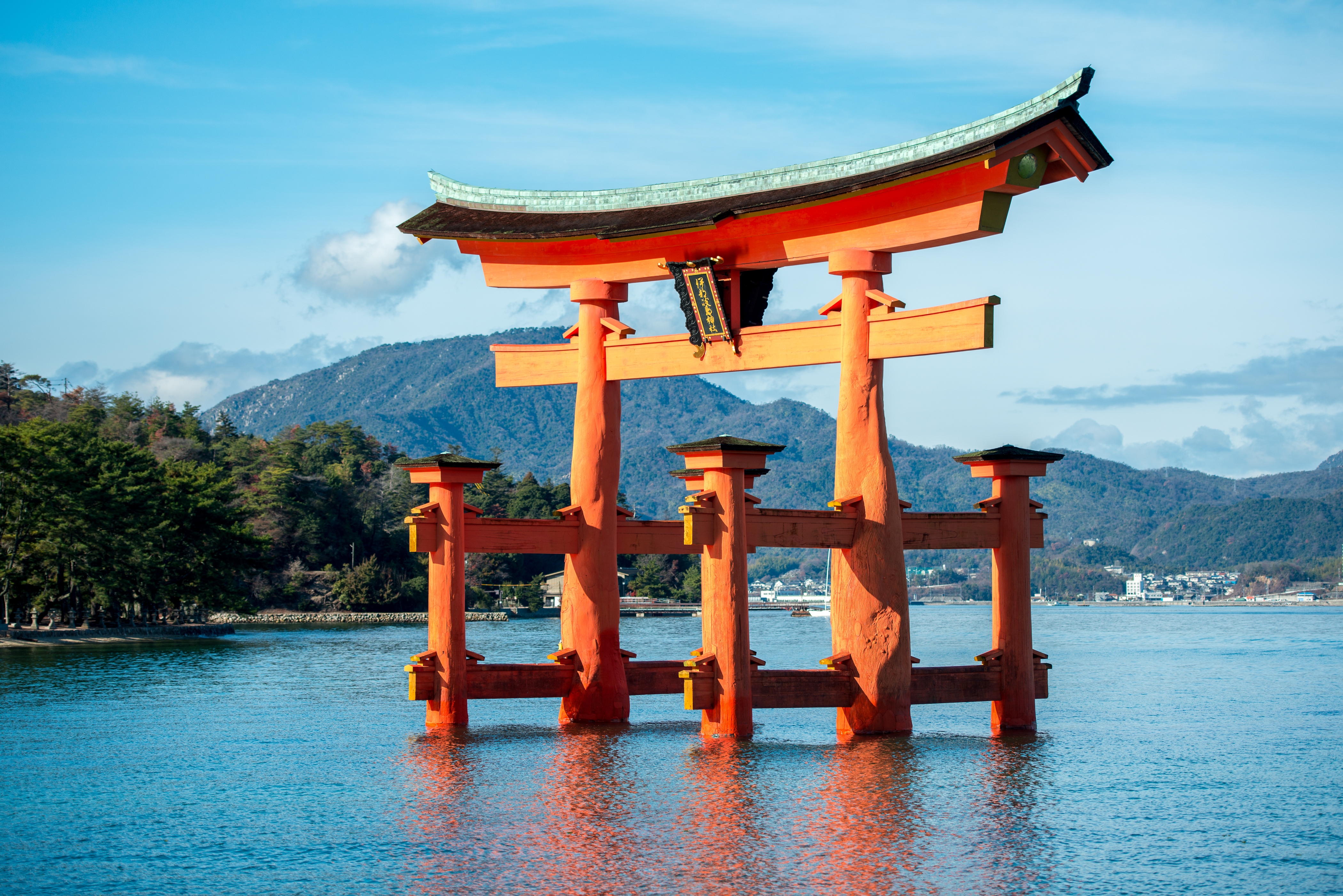
ضريح إيتسوكوشيما

ضريح إيتسوكوشيما أو إيتسوكوشيما-جينجا (باليابانية: 厳島神社 = Itsukushima-Jinja) هو ضريح شنتوي ياباني، يقع في جزيرة إيتسوكوشيما بالقرب من مدينة «ميياجيما» في محافظة هيروشيما. تم إدراج المعلم في قائمة اليونيسكو للتراث العالمي سنة 1996 م، كما قامت الحكومة اليابانية بتصنيف العديد من المباني والملحقات التي يتضمنها الضريح ضمن الكنوز الوطنية.
يعود تاريخ بناء الضريح إلى القرن السادس للميلاد (الـ6 م)، واتخذ شكله الحالي عندما تم قام «تائيرا نو كييوموري» (أحد القادة الكبار) بتجديده وتوسيعه عام 1168 م. تنتصب أغلب المباني فوق دعائم خشبية، حيث تحرم الأعراف على الزوار وضع قدمهم على أرض الجزيرة، أثناء الزيارة عليهم أولا أن يمروا بالقارب عبر الـ«توري» العائم، والقائم في مدخل الجزيرة، بعد أن يرسو القارب بالقرب من أحد المباني يمكن للزوار أن يكملوا بقية الزيارة.
يعتبر الـ«توري» العائم في إيتسوكوشيما من المشاهد المفضلة لليابانيين، ويعتبر البعض منظر التوري مع «جبل ميسن» في الخلفية من أفضل ثلاث مشاهدات في اليابان على الإطلاق. تم بناءه لأول مرة عام 1168 م، ويرجع تاريخ التوري القائم حاليا إلى عام 1875 م. صُنع من خشب الكافور، يبلغ ارتفاعه 16 مترا، وينتصب على أربع قوائم لضمان استقراره فوق الماء.
بسبب موقعها المطل على خليج البحر، غالبا ما تغمر المياه جزيرة «إيتسوكوشيما» أثناء موجات المد. لهذا السبب فإن أغلب المباني أقيمت على دعائم خشبية. لا يمكن للزائرين الوصول إلى التوري الكبير إلا بعد انحسار الماء (أثناء موجات الجزر). سنة 2004 م ضربت عاصفة بحرية المكان، وألحقت بالضريح أضرار كبيرة، تدمرت بعض الدعائم والسقوف في المباني الملحقة، ما أدى بالسلطات لأن تقوم بإغلاقه في وجه الزوار. أعيد فتحه مجددا في يوم رأس السنة عام 2005 م ولا تزال أشغال الترميم تتواصل.

## معرض

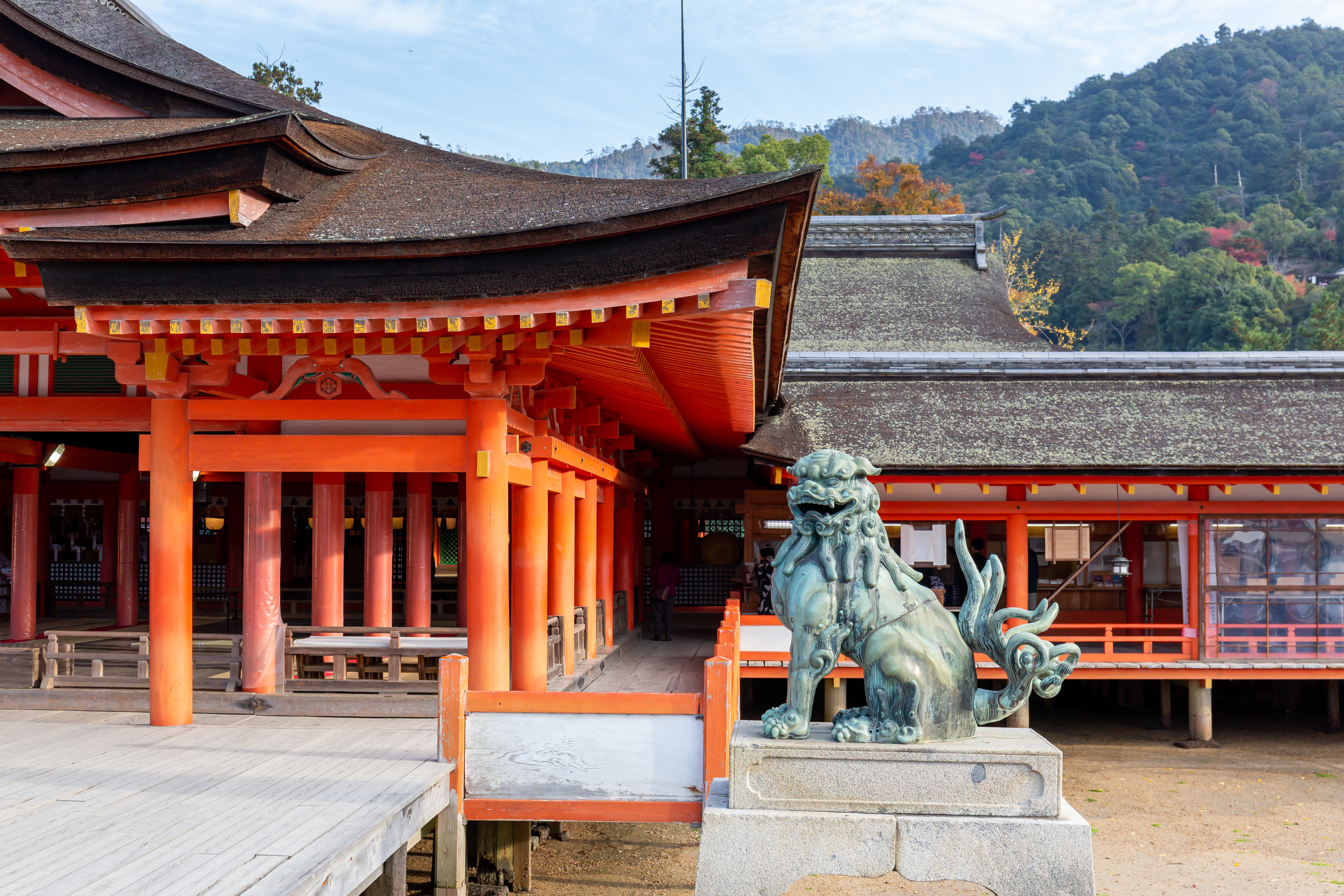
مبنى أثري
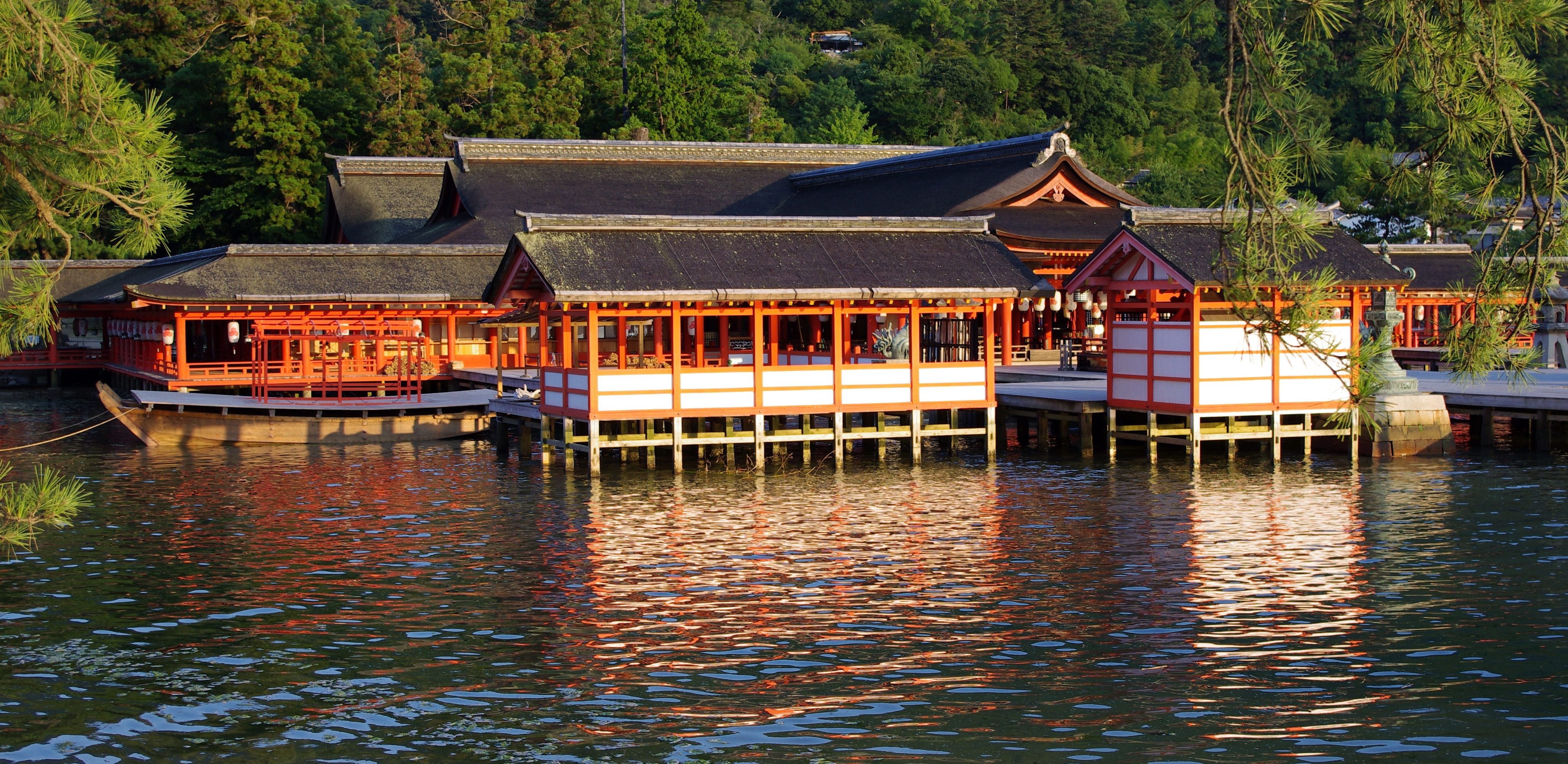
مبنى عائم
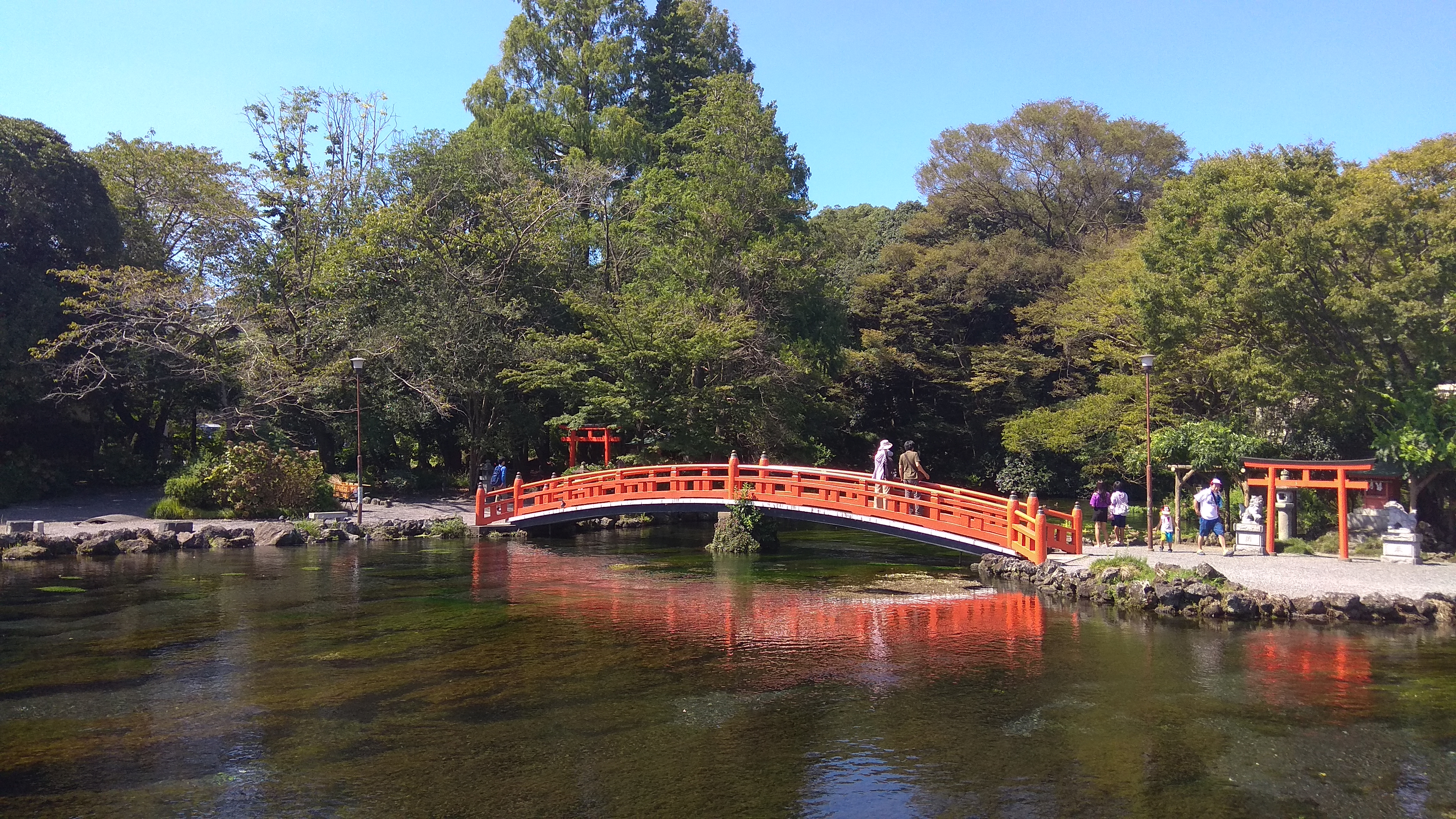
جسر في الجزيرة

## وصلات خارجية
- UNESCO World Heritage description
- Official Website of Miyajima Tourism
- Miyajima Guide including Itsukushima Shrine
- أرشيف اليابان الوطني: Itsukushima kakei نسخة محفوظة 9 مارس 2008 على موقع واي باك مشين.